# Android Marshmallow
Android Marshmallow (cu numele de cod Android M în timpul dezvoltării) este a șasea versiune majoră a sistemului de operare Android dezvoltat de Google, fiind succesorul la Android Lollipop 5.0. A fost anunțat la Google I/O pe 28 mai 2015 și a fost lansat în aceeași zi drept o versiune beta, înainte de a fi lansat oficial pe 29 septembrie 2015. Acesta a fost succedat de Android Nougat 7.0 pe 22 august 2016.
Android Marshmallow se concentrează în primul rând pe îmbunătățirea experienței generale a utilizatorului. A introdus o nouă funcție de a gestiona permisiunile aplicațiilor, noi API-uri, un nou sistem de gestionare a energiei care reduce activitatea de fundal atunci când un dispozitiv nu este utilizat, suport nativ pentru recunoașterea amprentei, conectori USB-C, capacitatea de a migra aplicațiile pe un card microSD și alte modificări interne.
Android Marshmallow a avut puține dispozitive care îl rulau, doar 13,3% dintre dispozitivele Android rulând Marshmallow în iulie 2016. Utilizarea Marshmallow a crescut constant de atunci, iar până în august 2017, 35,21% dintre dispozitivele Android rulau Marshmallow, înainte de a expira suportul de securitate.
În mai 2023 doar 1.69% dintre dispozitivele cu Android rulează Android Marshmallow.